# Simpang Kubu
Simpang Kubu is een bestuurslaag in het regentschap Kampar van de provincie Riau, Indonesië. Simpang Kubu telt 2320 inwoners (volkstelling 2010).